# 加济兰加国家公园
加濟蘭加國家公園，或譯為卡齊蘭加國家公園，位於印度阿萨姆邦，占地430平方公里，是世界上最重要的印度犀保護區。加濟蘭加國家公園的前身「加濟蘭加森林保護區」設立於1908年，加濟蘭加國家公園於1974年正式成立，為阿薩姆邦的第一個國家公園。1985年獲联合国教育、科学及文化组织列入世界遗产。

## 歷史沿革
關於加濟蘭加（Kaziranga）一詞的起源有多種說法，其中一種可以追溯阿洪姆王国蘇混法國王（罗马化：Sukhrungphaa）的統治時期（1696－1714），當時該地區到處都是野山羊，牠們習慣至河邊喝水，在當地原住民的語言卡尔比语中，野山羊稱為「Karjo」，河流稱為「Langso」，合在一起成為「Karjo-langso」，後來演化成「Kaziranga」。另一個說法為在阿洪姆王國蘇森法國王（罗马化：Susenghphaa）時期（1603－1641），國王有一次經過該地區，對於對魚的味道印象特別深刻，經詢問後得知來自「Kaziranga」。
加濟蘭加國家公園的歷史可以追溯到1904年，當時印度总督的妻子瑪麗·柯爾榮（Mary Curzon）為一位野生動物愛好者，當她拜訪該地區，卻未能看到該地區聞名的印度犀牛，她便說服丈夫採取緊急措施來保護日益減少的物種。加濟蘭加森林保護籌畫區（Kaziranga Proposed Reserve Forest）於1905年6月1日成立，面積為232平方公里。
1908年，再將152平方公里範圍劃入加濟蘭加森林保護籌畫區，名稱改為加濟蘭加森林保護區（Kaziranga Reserve Forest）。1916年，改名為加濟蘭加狩獵保護區（The Kaziranga Game Sanctuary），1938年起禁止狩獵活動。
1950年，加濟蘭加狩獵保護區改名為加濟蘭加野生生物保護區。1954年，阿薩姆邦議會通過《阿薩姆邦犀牛保護法案》，對犀牛進行了法律保護。1968年，阿薩姆邦通過《阿薩姆邦國家公園法》，宣布加濟蘭加為指定國家公園。1974年，印度聯邦政府確認加濟蘭加國家公園劃定的範圍，正式公告加濟蘭加國家公園成立，為阿薩姆邦的第一個國家公園。1985年獲联合国教育、科学及文化组织列入世界遺產，為成為印度第一個自然遗产。
2006年，因國家公園內老虎的數量增加，為了保育的需求，再增加列為老虎保護區。

## 地理與氣候

### 地理
加濟蘭加國家公園的经度介於93°08'E到93°36'E，纬度介於北緯26°30'N和26°45'N之間，行政區域跨越阿薩姆邦的纳冈县、卡比昂隆縣與戈拉卡德县。國家公園的範圍東西長約40公里，南北長約13公里，劃入國家公園範圍的面積約為430平方公里。國家公園在布拉马普特拉河流域內，區內海拔在40公尺至80公尺之間:5。
加濟蘭加國家公園內因河水沖刷與沉積，形成肥沃的沖積平原，景觀包括裸露的沙洲，以及河流淤積形成的湖泊，當地稱為「Beel」（意為類似於溼地的死水潭），Beel的面積約占國家公園5%。加濟蘭加國家公園是該地區最大的保護區，具有豐富的生物多樣性。

### 氣候
加濟蘭加國家公園一年內的氣候可以分為冬季、乾季與雨季。每年約11月至2月為冬季，氣候較為溫和，氣溫介於5°C至25°C之間；3月至5月為炎熱的乾季，氣溫高達37°C，動物聚集於有限的水域旁活動；6月至9月為雨季，特別是在7月至8月之間，由於布拉馬普特拉河水位暴漲，公園西部地區常有四分之三被淹沒:6。特別是在2012年7月7日，當時暴漲的河水造成超過540隻動物死亡，包含13隻印度犀牛。

## 生態

### 動物
加濟蘭加國家公園內普遍來說氣候溫和，且有充足的食物資源，提供野生生物良好的棲息地。除了著名的印度犀之外，還有許多和印度象，在國家公園內有時可以看到成群的印度象，數量達200隻，為野生動物愛好者提供壯觀的景色。主要偶蹄目動物為河水牛，其他還包括印度野牛、水鹿、赤麂、野豬等。
加濟蘭加國家公園是非洲以外為數不多的多種大型貓科動物的野生繁殖區之一，此地在2006年被定為老虎保護區，有孟加拉虎、孟加拉豹等大型貓科動物，以及丛林猫、漁貓、豹貓等貓科動物。其他哺乳類動物包括粗毛兔、懒熊、中華穿山甲、印度穿山甲、灰獴、小印度貓鼬、大靈貓、小靈貓、孟加拉狐、亞洲胡狼、豬獾、鼬獾、黑白飞鼠、白眉长臂猿、金葉猴、戴帽葉猴、熊猴等。
加濟蘭加國家公園鳥類種類繁多，已被國際鳥盟劃定為重点鸟区，區內為多種候鳥、水鳥、掠食鳥類、食腐鳥類等的家園。鸭科鳥類有小白额雁、白眼潜鸭、青头潜鸭；鹳科鳥類有小禿鸛、大禿鸛、黑頸鸛、钳嘴鹳；水鳥有白腹鹭、卷羽鵜鶘、斑嘴鹈鹕、斑头大翠鸟、黑腹燕鸥、小青脚鹬；猛禽類有白肩雕、烏鵰、白尾海雕、玉带海雕、黄爪隼、灰頭魚鷹等。
加濟蘭加國家公園過去曾經有許多禿鷲類鳥類，但目前數量已大幅減少，據說是因為牠們是吃了許多含有双氯芬酸的動物屍體。目前可以見到一些長喙兀鷲、細嘴兀鷲、白背兀鹫等。在此地可以見到的其他鳥類包括孟加拉鴇、紫林鸽、双角犀鸟、花冠皱盔犀鸟、沼泽幽鹛、棕胸佛法僧、杰氐幽鹛、沼澤鷓鴣、黄胸织布鸟、巨嘴织雀、白喉石鶺、须草莺、斑胸鸦雀、长尾山鹪莺等。

### 植物
加濟蘭加國家公園的植被型態可以三種：氾濫草甸和氾濫稀林；熱帶亞熱帶草地、稀樹草原和疏灌叢；熱帶及亞熱帶常綠闊葉林。根據1986年陸地衛星計畫的觀測資料，各種植被或地形的比例：長草原41%、開闊叢林29%、短草原11%、河流和水體8%、沙地6%、沼澤4%。
加濟蘭加國家公園內植被的主要特徵是茂密而高大的草原、開闊叢林，以及雨季期間會被淹沒的短草原與沼澤地。長草原常見的植物包括甜根子草、白茅、蘆荻與芦苇；開闊叢林的優勢樹種包括餘甘子、木棉、五桠果、錫蘭橡木等。湖泊與河岸有許多不同的水生植物群，外來物種凤眼蓝為常見的植物，其在非洪水期時會將水域堵住，但在雨季期間常被洪水沖走。2005年在印度野生生物信託基金的幫助下，加濟蘭加國家公園工作人員將外來物種巴西含羞草清除，因為其對植食性动物具有毒性。

## 管理
加濟蘭加國家公園受到1891年《阿薩姆邦森林條例》、1927年《印度森林法》，以及1972年《印度野生生物保護法》等法律的保障，其受到保護的歷史已超過一個世紀。加濟蘭加國家公園於2006年被宣布為老虎保護區，改善了管理和保護工作。國家公園由阿薩姆邦環境與森林部管理，並由政府核准的管理計畫指導，管理部門位於戈拉卡德县的博卡卡特:5。然而，仍存在許多威脅包括犀牛偷獵、河岸侵蝕、入侵物種、旅遊壓力、繁忙的公路交通和牲畜放牧等，為了確保對公園運作至關重要的持續資金投入，因而成立加濟蘭加老虎保護基金會。

## 世界遺產登錄
第9屆「世界遺產委員會」會議1985年12月於法国首都巴黎召開，由印度申報的項目「卡齊蘭加國家公園」經大會通過，世界遺產編號為337號。
该世界遗产被认为满足世界遺產登錄基準中的以下基準而予以登錄：
- （ix）在陆上、淡水、沿海及海洋生态系统及动植物群的演化与发展上，代表持续进行中的生态学及生物学过程的显著例子。
- （x）拥有最重要及显著的多元性生物自然生态栖息地，包含从保育或科学的角度来看，符合普世价值的濒临绝种动物种。